# Karl Haybäck
Karl Haybäck (* 6. August 1861 in Pressburg; † 4. Juni 1926 in Wien) war ein österreichischer Architekt und ein Vertreter der Wiener Sezession.

## Leben
Karl Haybäck wurde 1861 in Preßburg als Sohn des Zimmermeisters, Bauunternehmers und Bauholzhändlers Carl Haybäck geboren. Nach seinen Pflichtschuljahren studierte er am Polytechnikum Zürich, u. a. bei Alfred Friedrich Bluntschli. Bei diesem legte er auch seine bautechnische Diplom-Prüfung ab, das genaue Datum ist nicht bekannt. 1879, gerade 18 Jahre alt, kam er nach Wien und belegte zwei Jahre lang als a.o. Hörer verschiedene Vorlesungen und Übungen an der Technischen Hochschule Wien bei Heinrich von Ferstel und Karl König. Es ist ungeklärt, ob er danach bei seinem Vater oder in einem anderen Baubetrieb praktische Erfahrungen sammelte, denn erst 1895 inskribierte er für ein weiterführendes Studium an der Wiener Akademie der bildenden Künste. Er erhielt dafür vom ungarischen Staat ein dreijähriges Stipendium und vollendete in dieser Zeit auch sein Studium an der Meisterklasse von Carl von Hasenauer. Ein Jahr nach seinem Abschluss trat er bereits als selbständiger Architekt auf.
Erstes bekanntes Bauwerk Karl Haybäcks war ein ganz aus Eisen konstruiertes Sommertheater im Prater (1889–1890), „mit einem verschiebbaren Dach, das sich bei Regen über das Gebäude spannen wird“. Wie viele junge Architekten nahm er anfangs rege an verschiedenen Architektenwettbewerben teil, war dabei ausgesprochen erfolgreich und konnte schon 1890 seinen siegreichen Entwurf für ein Sparkassengebäude in Neuhaus in Böhmen ausführen. Karl Haybäck entwickelte sich rasch zu einem der produktivsten Architekten seiner Zeit. Er arbeitete an der Restaurierung des Doms seiner Heimatstadt, errichtete Wohnbauten, öffentliche Gebäude, kirchliche Bauten, und schuf 1890 ein Ausstellungsgebäude als erstes Objekt für den Großindustriellen Heinrich von Mattoni. Mattoni war mit der weltweiten Vermarktung des böhmischen Giesshübler-Mineralwassers zu Reichtum und Ansehen gelangt, und Karl Haybäck avancierte bald zu seinem Hausarchitekten. Er baute für ihn in Giesshübel-Puchstein, das später in Giesshübel-Sauerbrunn umbenannt wurde (heute Kyselka, Tschechien), praktisch alles, von der Lager- und Verladehalle, dem Zentrallager und dem Stallgebäude (der „Stallburg“) bis hin zu Hotels und Villen, auch den Quellentempel und die Trinkhalle. Er entwarf für Mattoni das Ausstellungsobjekt für die Weltausstellung 1893 in Chicago, eine riesige Giesshübler-Mineralwasserflasche, umgeben von einem dekorativen Flaschen-Arrangement, das er persönlich in Chicago installierte. Neben den vielfältigen Arbeiten für Mattoni bewältigte Haybäck noch jede Menge Privataufträge in den verschiedensten Ländern der Monarchie. Da Giesshübel-Sauerbrunn nahe bei Karlsbad liegt, war er auch dort, vor allem im Hotelbau, mehrfach tätig.
Schon früh war Karl Haybäck mit der Errichtung von Kur- und Heilanstalten befasst. Mit der Zeit entwickelte er sich zu einem wahren Spezialisten auf diesem Gebiet und errichtete im Laufe seiner Tätigkeit bis zu 20 dieser Anlagen. Die erste Kur- und Heilanstalt, an der Stelle von Schloss Gutenbrunn, entwarf er 1896/1897 in Baden bei Wien für Dr. Gustav Lantin, der sich von Haybäck gleichzeitig auch eine Sommervilla in Pörtschach am Wörther See erbauen ließ. Schon früher vereinzelt mit Villenbauten in Kärnten beschäftigt, konnte Haybäck ab diesem Zeitpunkt an den Ufern des Wörther Sees und in Klagenfurt eine rege Bautätigkeit entfalten.
Ab 1910 war Karl Haybäck dann vor allem in Wien beschäftigt, vorwiegend im 3. Wiener Gemeindebezirk, in dem er auch Büro und Wohnung hatte. Sein ältester Sohn, Karl Haybäck jun., wurde wie der Vater Architekt und trat nach Beendigung seines Studiums an der Technischen Hochschule Wien (2. Staatsprüfung 1914) als Mitarbeiter in das väterliche Atelier ein. Der Erste Weltkrieg unterbrach die bis dahin florierende Bautätigkeit des Ateliers Haybäck, und auch für die Zeit danach sind keine Bauten mehr nachweisbar.
Karl Haybäck starb im 65. Lebensjahr an einer Gehirnblutung in Wien. Er wurde am Zentralfriedhof beerdigt. Sein ältester Sohn und Nachfolger Karl Haybäck jun. kam frühzeitig bei einem Bergunfall auf der Rax ums Leben.

## Bauwerke
| Foto |                 | Baujahr   | Name                                                                                    | Standort                                                                          | Beschreibung | Metadaten                                                                 |
| ---- | --------------- | --------- | --------------------------------------------------------------------------------------- | --------------------------------------------------------------------------------- | --- | ------------------------------------------------------------------------- |
|      | Datei hochladen | 1889      | Sommertheater im Prater                                                                 | Prater, Wien 2                                                                    | zerstört | P84(Architekt): P131(Ort):                                                |
|      | Datei hochladen | 1890      | Wohnhaus für die evangelische Gemeinde Trnava                                           | Trnava, Slowakei                                                                  | Anmerkung: Möglicherweise am Ort der heutigen Kirche und zerstört | P84(Architekt): P131(Ort):                                                |
|      | Datei hochladen | 1890      | Ausstellungspavillon für Heinrich von Mattoni für die Landesausstellung 1891 in Prag    | Tschechien                                                                        | zerstört | P84(Architekt): P131(Ort):                                                |
|      | Datei hochladen | 1890–1893 | Sparkassengebäude Neuhaus / Jindřichův Hradec                                           | Jindřichův Hradec, Tschechien                                                     | Anmerkung: Wettbewerb 1. Preis. Objektvermutung: 49.147402, 15.001674 Klášterská 79, Jindřichův Hradec II, 377 01 Jindřichův Hradec, Czechia                                                             | P84(Architekt): P131(Ort):                                                |
| ja   | Datei hochladen | 1891      | Restaurierung des Domes St. Martin · Wikidata                                           | Bratislava, Slowakei Standort                                                     | → Hauptartikel : Martinsdom (Bratislava) f1 | P84(Architekt): P131(Ort):Bratislava Region-ISO:SK-BL                     |
| ja   | Datei hochladen | 1891      | Füll- und Versandhausbau für die Fa. Mattoni · Wikidata                                 | Gießhübel-Sauerbrunn / Kyselka, Tschechien Standort                               | Füll- und Versandhausbau für die Fa. Mattoni | P84(Architekt):Karl Haybäck P131(Ort):Kyselka Region-ISO:CZ-41            |
| ja   | Datei hochladen | 1893      | Villa Kiss                                                                              | Wien 17, Promenadegasse 1 Standort                                                | | P84(Architekt): P131(Ort):                                                |
| ja   | Datei hochladen | 1893      | Villa Imperial, Villa Mattoni · Wikidata                                                | Kyselka 76, Tschechien Standort                                                   | → Hauptartikel : Schloss Mattoni f1 | P84(Architekt): P131(Ort):Kyselka Region-ISO:CZ-41                        |
|      | Datei hochladen | 1893      | Hotel Garni                                                                             | Trenčianske Teplice, Slowakei                                                     | | P84(Architekt): P131(Ort):                                                |
| ja   | Datei hochladen | 1893      | Villenhotel „Rotes Herz“ · Wikidata                                                     | Stará Louka č.p. 339/40, Karlovy Vary, Tschechien Standort                        | | P84(Architekt):Karl Haybäck P131(Ort):Karlsbad Region-ISO:CZ-41           |
|      | Datei hochladen | 1893      | Weltausstellungsobjekt für Fa. Heinrich von Mattoni                                     | Weltausstellung Chicago                                                           | zerstört | P84(Architekt): P131(Ort):                                                |
| ja   | Datei hochladen | 1894      | Villa Kantor HERIS-ID: 46138 Objekt-ID: 47818                                           | Großegg 21, Spittal an der Drau Standort                                          | | P84(Architekt):Karl Haybäck P131(Ort):Spittal an der Drau Region-ISO:AT-2 |
| ja   | Datei hochladen | 1894      | Villa Schuster, Hubertusschlössl, Villa Verdin HERIS-ID: 35838 Objekt-ID: 34663         | Seestraße 69, Millstatt Standort                                                  | Anmerkung: Entwurf Haybäck, Ausführung Franz Glaser jun. | P84(Architekt): P131(Ort):Millstatt am See Region-ISO:AT-2                |
|      | Datei hochladen | 1894      | Friedhofskapelle für den evangelischen Friedhof                                         | Trnava, Slowakei                                                                  | Anmerkung: Die evangelische Kirche des Ortes wurde erst 1924 erbaut und grenzt nicht an den Friedhof. Der Friedhof Nový Cintorín ist katholisch. Möglicherweise am Ort der heutigen Kirche und zerstört. | P84(Architekt): P131(Ort):                                                |
| ja   | Datei hochladen | 1894      | Anlage einer „Stallburg“ Stallungen für die Fa. Mattoni · Wikidata                      | Kyselka 53, Tschechien Standort                                                   | → Hauptartikel : Haus Stallburg f1 | P84(Architekt): P131(Ort):Kyselka Region-ISO:CZ-41                        |
|      | Datei hochladen | 1895      | Villa                                                                                   | Wien 17, Promenadegasse 33                                                        | zerstört Anmerkung: abgerissen | P84(Architekt): P131(Ort):                                                |
| ja   | Datei hochladen | 1895      | Rathaus HERIS-ID: 78587 Objekt-ID: 92249                                                | Rathausstraße 8, Krummnußbaum bei Pöchlarn Standort                               | Anmerkung: Umbau der ehem. Villa Poduschka | P84(Architekt): P131(Ort):Krummnußbaum Region-ISO:AT-3                    |
|      | Datei hochladen | 1895      | Verladehallenbau                                                                        | Gießhübel-Sauerbrunn / Kyselka, Tschechien                                        | | P84(Architekt): P131(Ort):                                                |
|      | Datei hochladen | 1896      | Villa Dr. Lantin                                                                        | Pörtschach                                                                        | Anmerkung: jetzt Villa Seehof. Keine eindeutige Zuordnung möglich. | P84(Architekt): P131(Ort):                                                |
|      | Datei hochladen | 1896–1898 | Villa Müller                                                                            | Łódź, PL                                                                          | Anmerkung: Nicht eruierbar | P84(Architekt): P131(Ort):                                                |
| ja   | Datei hochladen | 1896–1898 | Kur- und Heilanstalt Gutenbrunn                                                         | Rollettgasse 6, Baden bei Wien Standort                                           | Anmerkung: teils abgerissen, teils umgebaut. Das Hotel steht an der Stelle von Schloss Gutenbrunn, das 1897 von Dr. Gustav Lantin gekauft und umgebaut wurde.                                            | P84(Architekt): P131(Ort):                                                |
| ja   | Datei hochladen | 1897      | Quellentempel · Wikidata                                                                | Gießhübel-Sauerbrunn / Kyselka, Tschechien Standort                               | Anmerkung: Wettbewerb 2. Preis, 1911 Zubau | P84(Architekt): P131(Ort):Kyselka Region-ISO:CZ-41                        |
|      | Datei hochladen | 1898      | Hotel Erzherzog Carl                                                                    | Karlsbad / Karlovy Vary, Tschechien                                               | | P84(Architekt): P131(Ort):                                                |
| ja   | Datei hochladen | 1898      | Württembergerhof, Hotel Romance Puškin                                                  | Tržiště č.p. 384/37, Karlovy Vary, Tschechien Standort                            | | P84(Architekt): P131(Ort):                                                |
|      | Datei hochladen | 1898      | Hotel Annaberg                                                                          | Karlsbad / Karlovy Vary, Tschechien                                               | | P84(Architekt): P131(Ort):                                                |
| BW   | Datei hochladen | 1898      | Kuranstalt Laßnitzhöhe                                                                  | Miglitzpromenade, Laßnitzhöhe, Steiermark Standort                                | | P84(Architekt): P131(Ort):                                                |
| ja   | Datei hochladen | 1899      | Wohn- und Geschäftshaus „Haus Zawojski“ · Wikidata                                      | Tržiště 29/9, 360 01 Karlovy Vary, Tschechien Standort                            | | P84(Architekt):Karl Haybäck P131(Ort):Karlsbad Region-ISO:CZ-41           |
| ja   | Datei hochladen | um 1900   | Wohn- und Geschäftshaus                                                                 | Graz 6, Leitnergasse 17 Standort                                                  | | P84(Architekt):Karl Haybäck P131(Ort):Graz Region-ISO:AT-6                |
|      | Datei hochladen | 1900–1901 | Umbau „Haus Schubert“                                                                   | Karlsbad / Karlovy Vary, Parkstraße, Tschechien                                   | Anmerkung: | P84(Architekt): P131(Ort):                                                |
|      | Datei hochladen | 1901      | Villa Mattoni                                                                           | Karlsbad / Karlovy Vary, Egerstraße, Tschechien Standort                          | zerstört Anmerkung: | P84(Architekt): P131(Ort):                                                |
|      | Datei hochladen | 1901      | Kuranstalt Maiernigg am Wörthersee                                                      | Kärnten                                                                           | | P84(Architekt): P131(Ort):                                                |
|      | Datei hochladen | 1901      | Zentrallagerhaus                                                                        | Gießhübel-Sauerbrunn / Kyselka, Tschechien                                        | | P84(Architekt): P131(Ort):                                                |
| ja   | Datei hochladen | 1902      | Wohn- und Geschäftshaus                                                                 | Bahnhofstraße 13, Klagenfurt Standort                                             | | P84(Architekt): P131(Ort):                                                |
| ja   | Datei hochladen | 1902      | Miethaus                                                                                | Wien 3, Landstraßer Hauptstraße 29 Standort                                       | | P84(Architekt): P131(Ort):                                                |
| ja   | Datei hochladen | 1902–1903 | Villa Haybäck HERIS-ID: 16216 Objekt-ID: 12474                                          | Krumpendorf, Am Hang 6 Standort                                                   | | P84(Architekt): P131(Ort):Krumpendorf am Wörthersee Region-ISO:AT-2       |
| BW   | Datei hochladen | 1903      | Kur- und Heilanstalt Rohitsch-Sauerbrunn / Rogaska Slatina                              | 22, Zdraviliški trg, 3250 Rogaška Slatina, Slowenien Standort                     | Das zum Komplex gehörende Grand Hotel dürfte älter sein. Der Jugendstilkomplex in den Koordinaten wurde vor 1905 gebaut.                                                                                 | P84(Architekt): P131(Ort):                                                |
| ja   | Datei hochladen | um 1903   | Wohn- und Geschäftshaus                                                                 | Klagenfurt, Kramergasse 7, Kärnten Standort                                       | Anmerkung: verändert | P84(Architekt): P131(Ort):                                                |
| ja   | Datei hochladen | 1904      | Trinkhalle Mattoni                                                                      | Karlsbad / Karlovy Vary, Tschechien Standort                                      | Anmerkung: 1909 Umgestaltung. Die Trinkhalle befindet sich in Kyselka bei Karlovy Vary | P84(Architekt): P131(Ort):                                                |
| ja   | Datei hochladen | um 1904   | Hotel Nürnberger Hof · Wikidata                                                         | Moravská 239/4 360 01 Karlovy Vary Standort                                       | | P84(Architekt):Karl Haybäck P131(Ort):Karlsbad Region-ISO:CZ-41           |
| ja   | Datei hochladen | 1906      | Villa Koller                                                                            | Alois Huth Straße 5, Wolfsberg, Kärnten Standort                                  | | P84(Architekt): P131(Ort):                                                |
| ja   | Datei hochladen | 1907      | Wohn- und Geschäftshaus                                                                 | Klagenfurt, Bahnhofstraße 28, Kärnten Standort                                    | | P84(Architekt): P131(Ort):                                                |
| ja   | Datei hochladen | 1907      | Villa                                                                                   | Klagenfurt, Bahnhofstraße 34, Kärnten Standort                                    | | P84(Architekt): P131(Ort):                                                |
| ja   | Datei hochladen | 1907      | Sanatorium Dr. Gorlitzer                                                                | Perchtoldsdorf, Sonnbergstraße 93 Standort                                        | | P84(Architekt): P131(Ort):                                                |
|      | Datei hochladen | 1907–1908 | Villa „Klingerhof“                                                                      | Sekirn am Wörthersee, Maria Wörth, Kärnten                                        | | P84(Architekt): P131(Ort):                                                |
| BW   | Datei hochladen | 1907–1908 | Villa                                                                                   | Schlüsselhofgasse 31, Steyr Standort                                              | | P84(Architekt): P131(Ort):                                                |
| ja   | Datei hochladen | 1908      | Pläne für Kur- und Wasserheilanstalt HERIS-ID: 23032 Objekt-ID: 19379                   | Hollensteiner Straße 43, Weyer Standort                                           | | P84(Architekt): P131(Ort):Weyer Region-ISO:AT-4                           |
| BW   | Datei hochladen | um 1908   | Villa Wartburg                                                                          | Libušina 20, Karlovy Vary, Tschechien Standort                                    | | P84(Architekt): P131(Ort):                                                |
| ja   | Datei hochladen | 1909      | Miethaus                                                                                | Wien 3, Uchatiusgasse 5 Standort                                                  | | P84(Architekt): P131(Ort):                                                |
| ja   | Datei hochladen | 1909      | Miethaus HERIS-ID: 44134 Objekt-ID: 44836                                               | Klagenfurt, Koschatstraße 4 und 6, Kärnten Standort                               | | P84(Architekt): P131(Ort):Klagenfurt am Wörthersee Region-ISO:AT-2        |
| ja   | Datei hochladen | 1909      | Übungskindergarten der Bundesbildungsanstalt für Kindergärtnerinnen, ehem. Villa Madile | Klagenfurt, Tarviser Straße 28, Kärnten Standort                                  | Anmerkung: 1966 Umbau | P84(Architekt): P131(Ort):                                                |
| ja   | Datei hochladen | 1910      | Wohn- und Geschäftshaus                                                                 | Klagenfurt, Neuer Platz 11, Kärnten Standort                                      | | P84(Architekt): P131(Ort):                                                |
| ja   | Datei hochladen | 1910      | Villa Schmelzer ehem. Borowicza                                                         | Krumpendorf, Koschatweg 13, Kärnten Standort                                      | | P84(Architekt): P131(Ort):                                                |
|      | Datei hochladen | um 1910   | Kuranstalt Judendorf-Straßengel                                                         | Judendorf-Straßengel. Am Fuße des Kirchbergs, an der Position des heutigen Klinik | zerstört | P84(Architekt): P131(Ort):                                                |
| ja   | Datei hochladen | 1910      | Miethaus                                                                                | Wien 3, Geusaugasse 12 Standort                                                   | | P84(Architekt): P131(Ort):                                                |
| ja   | Datei hochladen | 1911      | Miethäuser                                                                              | Wien 3, Landstraßer Hauptstraße 21 / Czapkagasse 8 Standort                       | | P84(Architekt): P131(Ort):                                                |
| ja   | Datei hochladen | 1911      | Miethaus                                                                                | Wien 3, Czapkagasse 7 Standort                                                    | | P84(Architekt): P131(Ort):                                                |
|      | Datei hochladen | 1911      | Mattonis Trinkhalle                                                                     | Wien 2, Prater Hauptallee                                                         | zerstört Anmerkung: nicht mehr existent | P84(Architekt): P131(Ort):                                                |
| ja   | Datei hochladen | 1911–1912 | Miethaus                                                                                | Wien 3, Uchatiusgasse 4 Standort                                                  | | P84(Architekt): P131(Ort):                                                |
| ja   | Datei hochladen | 1912–1913 | Miethaus                                                                                | Wien 7, Schottenfeldgasse 89 Standort                                             | | P84(Architekt): P131(Ort):                                                |
| ja   | Datei hochladen | 1913      | Miethaus                                                                                | Wien 6, Mollardgasse 2 / Esterhazygasse 7 / Magdalenenstraße 29 Standort          | | P84(Architekt): P131(Ort):                                                |
| ja   | Datei hochladen | 1914–1915 | Miethäuser                                                                              | Wien 3, Untere Weißgerberstraße 17 und 19 Standort                                | Anmerkung: Nr. 17 Fassade abgeschlagen | P84(Architekt): P131(Ort):                                                |